# Gedeil da Silva Daudt
Gedeil da Silva Daudt, conhecido apenas como Gedeil (Casimiro de Abreu, 5 de novembro de 1983), é um futebolista brasileiro que atua como volante. Atualmente, defende o Macaé, emprestado pelo Casimiro de Abreu.

## Carreira
Revelado pelo Friburguense, em 2003 foi emprestado ao Botafogo, onde ficou até 2004. Pelo Botafogo, Gedeil fora vice-campeão da Série B, onde conquistou o acesso de volta a Série A. Após duas temporadas no Glorioso, Gedeil retornou ao Friburguense, tendo ficado até 2007.
Em 2007, Gedeil assinou com o Casimiro de Abreu, time homônimo a sua cidade natal, tendo disputado a 2ª Divisão do Carioca. Passou por Guanabara, Ypiranga-PE e Santa Cruz.

### Macaé
No ano de 2009, Gedeil chegou ao Macaé, clube no qual virou ídolo posteriormente. Pelo clube Alvianil Praiano, Gedeil, como capitão, conquistou a Série C do Brasileiro, em 2014, conseguindo o acesso para a Série B, consequentemente.

### Botafogo-PB
Após 7 temporadas no Macaé, clube em que foi ídolo, em dezembro de 2015, Gedeil assinou com o Botafogo-PB.
Porém, em junho do mesmo ano, Gedeil começou a perder espaço no elenco, rescindindo o contrato dias depois.

### Retorno ao Macaé
Em 1º de julho de 2016, foi confirmado o seu retorno a equipe macaense.

### Aposentadoria e retorno aos gramados
Em maio de 2017, após terminar seu contrato com o Macaé, Gedeil chegou a anunciar sua aposentadoria. Porém, em julho, Gedeil voltou atrás e acertou seu retorno após 10 anos, ao Casimiro de Abreu, que disputará o Carioca Série C (equivalente a 4ª divisão).

### Novo retorno ao Macaé
Em novembro de 2017, Gedeil foi confirmado seu retorno ao Macaé, para a disputa do Carioca de 2018. Porém, em dezembro de 2017, na preparação para a Seletiva, Gedeil sofreu uma lesão no calcanhar, cuja lesão fez desistir de jogar pelo Macaé.
Em novembro de 2019, o Macaé apresentou seu elenco para a temporada de 2020. E na lista de reapresentação do elenco, estava Gedeil, novamente de volta ao clube, em mais uma passagem.

## Títulos
Macaé
- Campeonato Brasileiro - Série C: 2014